# Coppa Italia 2004-2005 (calcio a 5)
La ventesima edizione della Coppa Italia di calcio a 5 si è svolta tra il 15 ed il 18 aprile 2005 presso il Pala San Giacomo di Conversano.

## Tabellone
|  | Quarti di finale | Quarti di finale | Quarti di finale |       |       | Semifinali | Semifinali | Semifinali |  |  | Finale | Finale    | Finale |
|  |                  |                  |                  |       |       |            |            |            |  |  |        |           |        |
|  | 1                | Arzignano        | 5                |       |       |            |            |            |  |  |        |           |        |
|  | 8                | CUS Chieti       | 0                |       |       |            |            |            |  |  |        |           |        |
|  | 8                | CUS Chieti       | 0                |       |       | Arzignano  | 3          |            |  |  |        |           |        |
|  |                  |                  |                  |       |       | Arzignano  | 3          |            |  |  |        |           |        |
|  |                  |                  | Prato            | 1     |       |            |            |            |  |  |        |           |        |
|  | 4                | Prato            | Prato            | 1     | 3     |            |            |            |  |  |        |           |        |
|  | 4                | Prato            |                  |       | 3     |            |            |            |  |  |        |           |        |
|  | 5                | Montesilvano     | 2                |       |       |            |            |            |  |  |        |           |        |
|  |                  |                  |                  |       |       |            |            |            |  |  |        | Arzignano | 4 (6)  |
|  |                  |                  |                  | Nepi  | 4 (8) |            |            |            |  |  |        |           |        |
|  | 3                | Roma Futsal      | 1                |       |       |            |            |            |  |  |        |           |        |
|  | 6                | Nepi             | 2                |       |       |            |            |            |  |  |        |           |        |
|  | 6                | Nepi             | 2                |       |       | Nepi       | 1 (5)      |            |  |  |        |           |        |
|  |                  |                  |                  |       |       | Nepi       | 1 (5)      |            |  |  |        |           |        |
|  |                  |                  | Perugia          | 1 (4) |       |            |            |            |  |  |        |           |        |
|  | 2                | Perugia          | Perugia          | 1 (4) | 4     |            |            |            |  |  |        |           |        |
|  | 2                | Perugia          |                  |       | 4     |            |            |            |  |  |        |           |        |
|  | 7                | Luparense        | 3                |       |       |            |            |            |  |  |        |           |        |

## Risultati

### Quarti di finale
| Arbitri: | Ruggiero Mennunni (Barletta) Giuseppe D'Antuono (Foggia) |

|                                                                                               |           |  |
| Foglia 5'51'’ Duarte 9'50'’ (aut.) Vander Carioca 26'44'’ Brancher 31'14'’ Scandolara 34'35'’ | Marcatori |  |

| Arbitri: | Emanuele Sanavia (Padova) Federico Carraro (Verona) |

|                                                 |           |                                 |
| Schurtz 23'15'’ (rig.) Aladinho 28’ Salomão 29’ | Marcatori | 13'30'’ (rig.), 18'13'’ Morgado |

| Conversano 15 aprile 2005, ore 19:00 CET | Roma Futsal | 1 – 2 | Nepi | Pala San Giacomo |

| Arbitri: | Camillo Degli Esposti (Rimini) Cipriano Scarfò (Taurianova) |

|                                                               |           |                                                  |
| Gioia 12’ Antonazzi 27'50'’ Rogério 39'30'’ Danilo 46’ (t.l.) | Marcatori | 25'20'’ Saad 27'40'’ Moretti 38'20'’ (t.l.) Saad |

### Semifinali
| Arbitri: | Marcello Toscano (Ercolano) Roberto Teseo (Roma 1) |

|                                                |           |               |
| Brancher 6'04'’ Vander Carioca 6'56'’, 17'13'’ | Marcatori | 2'05’ Schurtz |

| Arbitri: | Antonio Mazza (Torino) Luigi Case (Pescara) |

|                                          |                      |                                         |
| Marchetti 30'18’                         | Marcatori            | 18'14'’ Danilo                          |
| Planas Marchetti Garcias Júnior González | Tiri di rigore 4 – 3 | Danilo Diogo Giménez Gaucci Baptistella |

### Finale
| Arbitri: | Valerio Ierace (Grosseto) Edoardo Ambrosini (Carrara) |

| |                      | |
| Sandrinho 9'18'’ (rig.) Brancher 15'52'’ Sandrinho 46’36’’ Vander Carioca 38'22'’                                                                                        | Marcatori            | 3'15'’ Planas 6'36'’ Garcias 10'58'’ Júnior 32'16'’ Bresciani |
| Sandrinho Taverna Brancher Vander Carioca | Tiri di rigore 2 – 4 | Planas Marchetti Garcias Júnior |
| · Caio Farina · Almir Rossa · Rodrigo Taverna · Márcio Brancher · Pablo Ranieri · Cristiano Scandolara · Sandrinho · Adriano Foglia · Vander Carioca · Eduardo Bragaglia | Formazioni           | · Corrado Bottaro · Júnior · Leandro Planas · Simone De Bella · Rafael Teixeira · Luca Marchetti · Leonardo Ferronatto · Hernán Garcias · Esteban González · Davi · Cristian Bresciani · Alessandro Quatrini |
| Lucio Solazzi | Allenatori           | Fulvio Colini |